# Aspres-sur-Buëch

Aspres-sur-Buëch este o comună în departamentul Hautes-Alpes, Franța. În 1 ianuarie 2022 avea o populație de 802 de locuitori.